# Устинов, Иван Тимофеевич
Ива́н Тимофе́евич Усти́нов (28 сентября 1922, Сосновка, Вятская губерния — 18 апреля 1952, Медногорск, Чкаловская область) — капитан артиллерии, Герой Советского Союза.

## Биография
Родился в деревне Ишеево.
Окончил семилетнюю школу в селе Большой Рой. Продолжил обучение в Шурминской средней школе, окончил в 1940 году 9 классов. Работал на сплавном рейде.
В 1941 году был призван в Красную Армию и направлен в военное училище. В 1942 году окончил Смоленское артиллерийское училище, эвакуированное в город Ирбит Свердловской области. В действующей армии с июля 1942 года. Член ВКП(б) с 1943 года. Воевал на Воронежском, 1-м Украинском фронтах, участвовал в Курской битве, освобождении Украины. Особо отличился при форсировании Днепра и в боях на Букринском плацдарме.
В ночь на 3 октября 1943 года артиллерийская батарея под командованием старшего лейтенанта Устинова вместе с передовыми частями нашей пехоты форсировала Днепр. Артиллеристы быстро оборудовали огневые позиции в районе села Григоровка. Отражая контратаку противника, Устинов подпустил атакующую немецкую пехоту на 400 метров и открыл огонь прямой наводкой. Когда орудия вышли из строя, командир батареи поднял личный состав батареи в контратаку. В рукопашной схватке противник был отброшен, и успех операции обеспечен.
Указом Президиума Верховного Совета СССР от 24 декабря 1943 года за образцовое выполнение боевых заданий командования и проявленные при этом мужество и героизм старшему лейтенанту Устинову Ивану Тимофеевичу присвоено звание Героя Советского Союза с вручением ордена Ленина и медали «Золотая Звезда».
В составе своего полка артиллерист дошёл до конца войны. В одном из боёв был тяжело ранен. В мае 1946 года капитан Устинов был демобилизован по состоянию здоровья. Вернулся на родину, в Уржумский район Кировской области. Работал мастером на лесосплаве на Усть-Кильмезском рейде. С 1950 года жил в Медногорске Чкаловской (ныне Оренбургской) области, работал на медно-серном комбинате.
Трагически погиб 18 апреля 1952 года при несчастном случае на производстве. Похоронен в Медногорске на кладбище у горы Маяк.

## Награды
- Герой Советского Союза (орден Ленина и медаль «Золотая Звезда»; 24.12.1943)[7];
- орден Отечественной войны 2-й степени (21.8.1943)[8],
- медали, в том числе:
  - «За отвагу» (2.3.1943)[9],
  - «За победу над Германией».

## Память
- В сёлах Шурма и Большой Рой Уржумского района на зданиях школ, где учился Герой, установлены мемориальные доски[10].
- Гранитная звезда с портретом И. Т. Устинова установлена 1 октября 2018 года на Аллее героев в центре города Медногорска Оренбургской области[11].

## Комментарии
1. ↑  Деревня Ишеево (Шеча), относившаяся к Шурминской волости Уржумского уезда, в последующем входила в состав Сосновского сельсовета Шурминского района; ныне является частью села Сосновка[2] Большеройского сельского поселения, Уржумский район Кировской области[3].